# ガブリエル・パレッタ
ガブリエル・アレハンドロ・パレッタ（Gabriel Alejandro Paletta, 1986年2月15日 - ）は、アルゼンチン・ブエノスアイレス州出身の元サッカー選手。元イタリア代表。現役時代のポジションはディフェンダー（センターバック）。

## クラブ経歴
2004年にCAバンフィエルドでプロデビュー。2005年には、U-20アルゼンチン代表としてリオネル・メッシ、セルヒオ・アグエロらとともにFIFAワールドユース選手権優勝に貢献する。
2006年夏、リヴァプールFCへ移籍した。移籍金は300万ユーロ（約4億2000万円）。しかしながら出場機会は少なく、わずか1年間の所属に終わった。2007年、ボカ・ジュニアーズに完全移籍を果たし、アルゼンチンへ復帰。フリオ・セサル・カセレスとコンビを組んでリーグ優勝に貢献した。2008年11月9日、アルセナルFC戦で右膝靭帯を損傷して長期離脱し、2009年5月のCAベレス・サルスフィエルド戦で復帰した。
2010年7月、イタリアのパルマFCへ移籍。2012年8月には契約を2017年まで延長した。
パルマFCの経営不振もあり、2015年2月にACミランへ移籍。しかし、シニシャ・ミハイロヴィチの監督就任後はチーム内での序列が低くなり、2015年8月、アタランタBCにレンタル移籍が決定。2016シーズン、ミランに復帰した。
2018年1月にミランを退団し、2018年2月24日に江蘇蘇寧に加入した。しかし2019年8月、新加入のミランダに押し出される形で退団した。
2019年11月6日、SSDモンツァ1912と3年契約を結んだ。

## 代表経歴
FIFAワールドユース選手権2005で優勝メンバーとなった以降はアルゼンチン代表に招集されることがなかったために、イタリア代表を目指すことを決意。曾祖父がカラブリア州クロトーネ県サヴェッリ出身の移民でイタリア国籍も有していたこと、2010年に移籍したセリエA・パルマFCでめざましい成長を遂げたことから、イタリア代表への招集が期待され始めた。
2014年3月、ついにパレッタはチェーザレ・プランデッリ・イタリア代表監督から初めて招集され、3月5日に行われたスペインとの国際親善試合に先発出場し、イタリア代表デビューを果たし、同年のワールドカップにも出場した。

## 代表歴

### 出場大会
- イタリア代表
  - 2014 FIFAワールドカップ

### 試合数
- 国際Aマッチ 3試合 0得点（2014年）[8]

| イタリア代表 | 国際Aマッチ | 国際Aマッチ |
| 年           | 出場        | 得点        |
| ------------ | ----------- | ----------- |
| 2014         | 3           | 0           |
| 通算         | 3           | 0           |

## タイトル

### クラブ
ボカ・ジュニアーズ
- レコパ・スダメリカーナ : 2008
- アルゼンチン・プリメーラ・ディビシオン : 2008-09A

ACミラン
- スーペルコッパ・イタリアーナ : 2016

SSDモンツァ1912
- セリエCグループA : 2019-20

### 代表
U-20アルゼンチン代表
- FIFAワールドユース選手権 : 2005